# Selección femenina de críquet de España
La selección femenina de críquet de España es el equipo formado por jugadoras de nacionalidad o residencia española que representa a España a través de la Cricket España que la dirige, en las competiciones internacionales organizadas por el Consejo Internacional de Críquet (ICC).